# Замасп
Замасп (Джамасп, Жамасп) — царь царей (шахиншах) Ирана, правил в 498/499 — 501 годах. Из династии Сасанидов. Сын Пероза, брат Кавада I.

## Биография

### Имя
Восстановление этого имени представляет собой проблему, так как в источниках оно фигурирует в разных формах. В произведениях на арабском и новоперсидском языках оно пишется как Джамасп. Такую же форму мы видим и в пазендском тексте средневековой новеллы Джамасп-намаг, хотя дошедший до нас список — довольно поздний. Форма Джамасп обнаруживается и в армянской хронологии Самуела Анеци. Между тем, на одной дошедшей до нас монете царя его имя написано еврейскими буквами как Замасп. В единственном источнике, восходящем ко времени царя — сирийском известии о церковном соборе, состоявшемся в ноябре 499 года, его имя пишется как Замасп. Точно так же пишет имя царя другой ранний автор — Иисус Столпник (Иешу Стилит). Если бы это имя начиналось с дж, авторы, писавшие на сирийском языке, скорее всего передавали бы его через г. В связи с этим наиболее правильным исследователи считают написание Жамасп (Žāmāsp). Только такое написание могло одновременно передаваться как дж в арабском и з в сирийском и иврите. Дошедшие до нас источники на новоперсидском языке, вероятно, копируют арабское написание имени.
Джамасп или Замасп (среднеперсидский yʾmʾsp, zʾmʾsp; греч. Zamásphēs; арабский Jāmāsb, Zāmāsb, Zāmāsf; новоперсидский Jāmāsp, Zāmāsp)

### Вступление на престол
На одиннадцатом году правления Кавада I (498/499 год) персидские вельможи, недовольные политикой шаха Кавада, особенно, его поддержкой движения маздакитов, свергли его с престола и заточили в «башне забвения». На его место они возвели Замаспа, который отличался мягкостью характера и, видимо, был приверженным зороастрийцем. О кратковременном правлении Замаспа известно немного. Агафий Миринейский сообщает, что он отличался добротой и справедливостью; вельможи считали, что «для них всё настолько хорошо устроилось, что наконец можно с лёгкостью править и жить». Согласно несторианским авторам, Замасп держал на службе христианина-звездочёта и вообще относился к христианам терпимо. В его правление (в ноябре 499 года) состоялся собор несторианской церкви. В сохранившемся рассказе о соборе царь охарактеризован как человек миролюбивый и доброжелательный. Однако в произведениях мусульманских авторов сохранился совсем другой образ Замаспа, которого представляют человеком, неспособным править. Прозвищем Замаспа было Nigārīn («Разукрашенный»). Предположительно, Замасп, будучи ставленником аристократии, своего рода «боярским царём», и практически не обладая реальной властью, не предпринимал никаких решительных действий и тем более репрессий. Это устраивало знать, заинтересованную в слабости власти правителя, но в обстановке того времени бездеятельность царя была чревата серьёзной опасностью. Выступления кадисиев, тморийцев и армян продолжались, неоднозначным было и положение дел в Иберии. Неспособность Замаспа справиться с этими проблемами должна была вызвать пренебрежительное отношение к нему со стороны аристократии, и это находит своё отражение в рассказах мусульманских авторов.

### Свержение с престола
Спустя некоторое время Кавад бежал из заточения, направился к царю эфталитов и попросил у него помощи против Замаспа. Царь эфталитов, хорошо знавший Кавада ещё со времён пребывания его у него в заложниках в бытность Пероза, женил его на своей дочери и встал на его сторону. В 501 году он дал ему немалое войско, с которым тот вторгся в Иран.
По словам Прокопия Кесарийского, вельможи не стали выступать против Кавада и разошлись по своим владениям. Некоторые, судя по примеру Адур-Гудунвада, сына Гусанастада, перешли на сторону Кавада. Не встречая сопротивления, Кавад приближался к столице. Замасп, не имевший сил для борьбы с братом, вышел навстречу ему и сложил с себя власть, заявив, что желает удалиться от дел. Ад-Динавари рассказывает, что Жамасп отправился навстречу Каваду вместе с вельможами. Все они просили прощения, в чём им не было отказано. Восточные традиции сообщают о судьбе Замаспа самые разные сведения: он вышел (или был связан и выведен) навстречу Каваду и получил прощение или же был брошен в темницу. Даже в передаче одних и тех же рассказов источники расходятся. Согласно Ибн Исфандияру и Мавлана Авлияуллаху, Замасп бежал на север и укрылся в Армении, где в дальнейшем правил независимо. В более поздней версии Мараши Замасп бежал в Армению, но затем, по совету наместника Дербента, помирился с Кавадом, и тот назначил его наместником Тебриза, Дербента и Армении. Агафий Миринейский также сообщает:

«Замасф добровольно оставил царский трон и предпочёл оставить верховную власть, пользуясь ею в течение четырёх лет, отказаться от роскоши и честолюбия, предпочитая власти частную жизнь, соединенную с безопасностью, и, таким образом, предупредил неизбежность [добровольным решением]».
Согласно других источников Кавад казнил многих вельмож — прежде всего участников заговора против него. Так, был казнён Гусанастад. Иешу Стилит говорит, что Замасп бежал, а Кавад казнил знатных. Прокопий Кесарийский сообщает также, что Кавад приказал ослепить Валаша (читай: Замаспа) ‒ очевидно, для того, чтобы лишить его прав на престол и тем самым предотвратить заговоры в будущем. Элиас, несторианский митрополит Нисибина, живший спустя пятьсот лет от данных событий, утверждает, что Кавад казнил Замаспа. Возможно, что на судьбу Замаспа Элиас переносит участь знатных персидских магнатов, действительно во множестве казнённых за поднятый мятеж. Такие расхождения свидетельствуют лишь об исчезновении Замаспа с политической арены, и недостаток сведений о нём восполняли вымыслом. Впрочем, учитывая сведения Прокопия Кесарийского, возможно, Замасп содержался под стражей в одном из дворцов.

### Срок правления
Согласно выпискам Сергия, приведённым у Агафия Миринейского, Замасп правил четыре года. О том, сколько правил Замасп, восточные авторы имели лишь приблизительное представление. Ал-Масуди отводит ему два года правления, ат-Табари — шесть лет. Показательны сведения Фарснаме, где мы читаем, что Кавад правил сорок лет, а Замасп — три года. Замасп пришёл к власти в том году (по зороастрийскому календарю), который считался одиннадцатым годом правления Кавада (498/499 год), и занимал престол до сентября 501 года, лишившись, таким образом, власти на четвёртом году своего царствования. Возможно, именно это последнее создало иллюзию того, что Замасп царствовал четыре года.

### Чеканка монет
На лицевой стороне монет Замаспа, кроме традиционного изображения шаха, помещён портрет человека с диадемой в руке. Одни специалисты по сасанидской нумизматике считают, что в таком образе изображён Ормазд, другие полагают, что это наследник престола. Золотых монет Замаспа пока не засвидетельствовано. Помимо серебряных драхм, известны 1/6 драхмы, или оболы, отчеканенные на монетных дворах DA (Дарабхерд) и LD (Рей). Все образцы DA датированы первым годом правления и, возможно, связаны с коронацией царя, которая, таким образом, могла иметь место в Дарабхерде. На данный момент найдена одна бронзовая монета. Как серебряные, так и медные фракции имеют ту же типологию, что и драхмы.
На данный момент засвидетельствовано 18 различных монетных дворов Джамаспа, которые действовали и при других правителях. В отличие от Балаша и первого правления Кавада I, при котором GW (Горган) был самым плодовитым монетным двором в империи, центр денежного производства при Джамаспе расположен в центре Сасанидского царства. Наиболее распространённым монетным двором является WH (Вех-Антиок-Шапур), за ним следуют AY (Эран-хваррах-Шапур) и AS (Асуристан).
| Сасаниды                |                                                         |                   |
| Предшественник: Кавад I | шахиншах Ирана и не-Ирана 498/499 — 501 (правил 3 года) | Преемник: Кавад I |